# Rodinný dům s projekční kanceláří Fňouk-stavitel & Liska-architekt
Rodinný dům s projekční kanceláří Fňouk-stavitel & Liska-architekt je jednopatrový rodinný dům propojený s vilou Marie Sálové a vilou Hypiusových do společného celku ve Vrchlického ulici v Hradci Králové. Celý komplex navrhl architekt Oldřich Liska a v letech 1912–1913 realizoval stavitel Josef Fňouk. Na architektonickém návrhu je patrný vliv secese, dekorativismu a Kotěrovy architektury.

## Historie
Stavba vily byla realizována od května do prosince 1913 a tato stavba (čp. 541) byla poslední z trojice domů (čp. 537, 540 a 541), která zde vznikla. Dům byl koncipován jako obytný, součástí projektu byla ale i ve dvoře umístěná přízemní stavba, kde měla fungovat společná projekční kancelář stavitele Josefa Fňouka a architekta Oldřicha Lisky. Vzhledem k tomu, že jejich spolupráce skončila v roce 1914, není zřejmé, zda tu projekční kancelář někdy skutečně fungovala. Architekt Oldřich Liska ve vile však zřejmě bydlel až do postavení vlastního domu ve Švehlově ulici v Hradci Králové, tedy do období 1922–1923.

## Architektura
Dům je jednopatrový, s valbovou střechou. Průčelí směrem do Vrchlického ulice je ozvláštněno rizalitem a balkónem, další balkón pak směřuje do zahrady. Stavba byla vzhledem ke své funkci (mj. sídlo firmy) pojatá reprezentativněji než zbývající dvě vily komplexu. Zdobnými prvky jsou například neoklasicistní kanelované polopilastry kolem oken, mohutná korunní římsa nebo dekorativní rostlinné reliéfy v duchu pozdní německé secese, umístěné pod okny.
Přízemí a první podlaží mají stejné členění: hlavní schodiště, kuchyň, sociální zařízení, ložnice, jídelna.
Současná podoba domu se od původního projektu mírně liší: do střechy byla vmontována střešní okna, došlo k instalaci nové střešní krytiny a všechna okna domu byla vyměněna za plastová. Vila je i nadále využívána k obytným účelům.

## Galerie

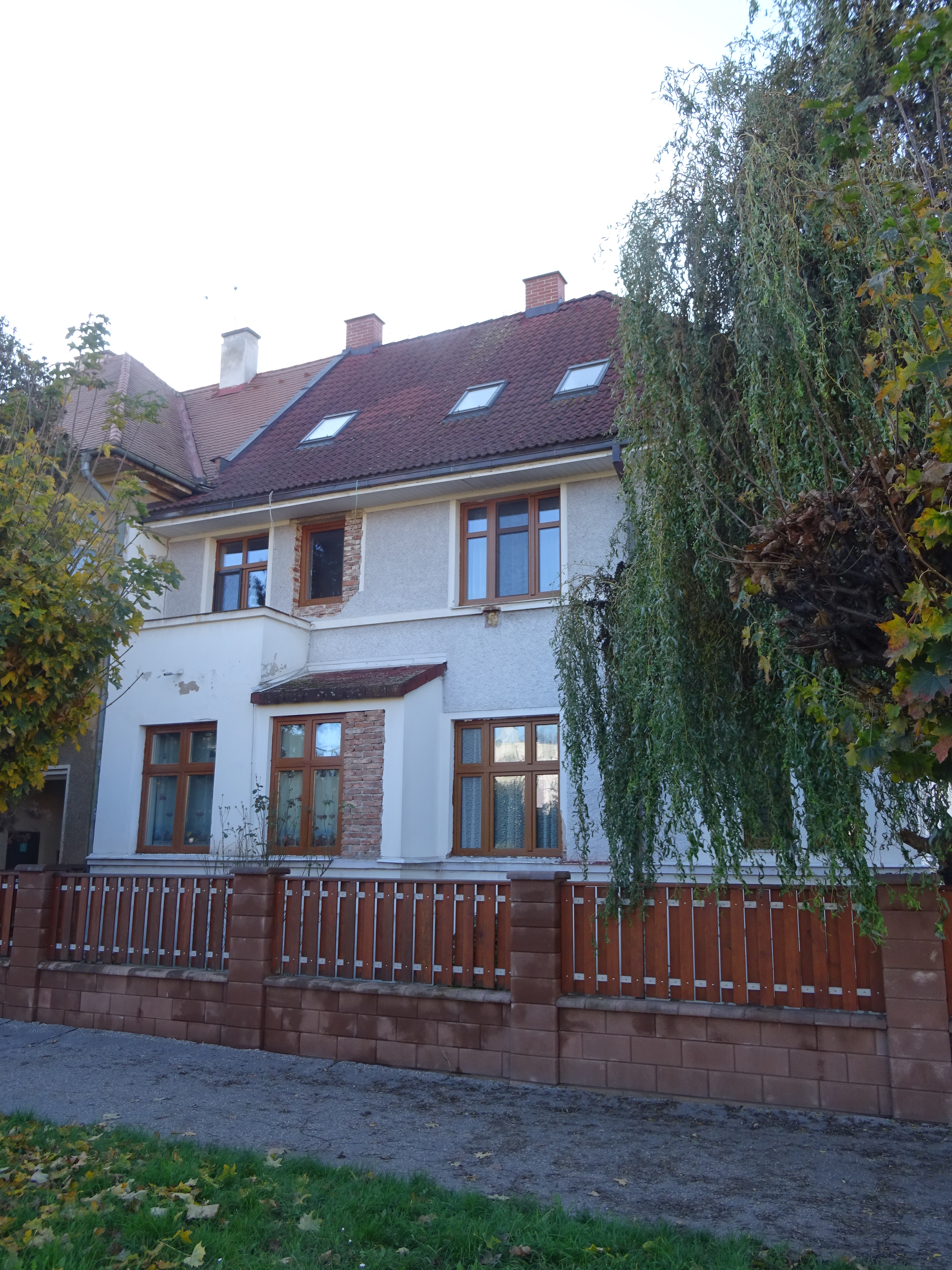
Pohled z ulice Vrchlického
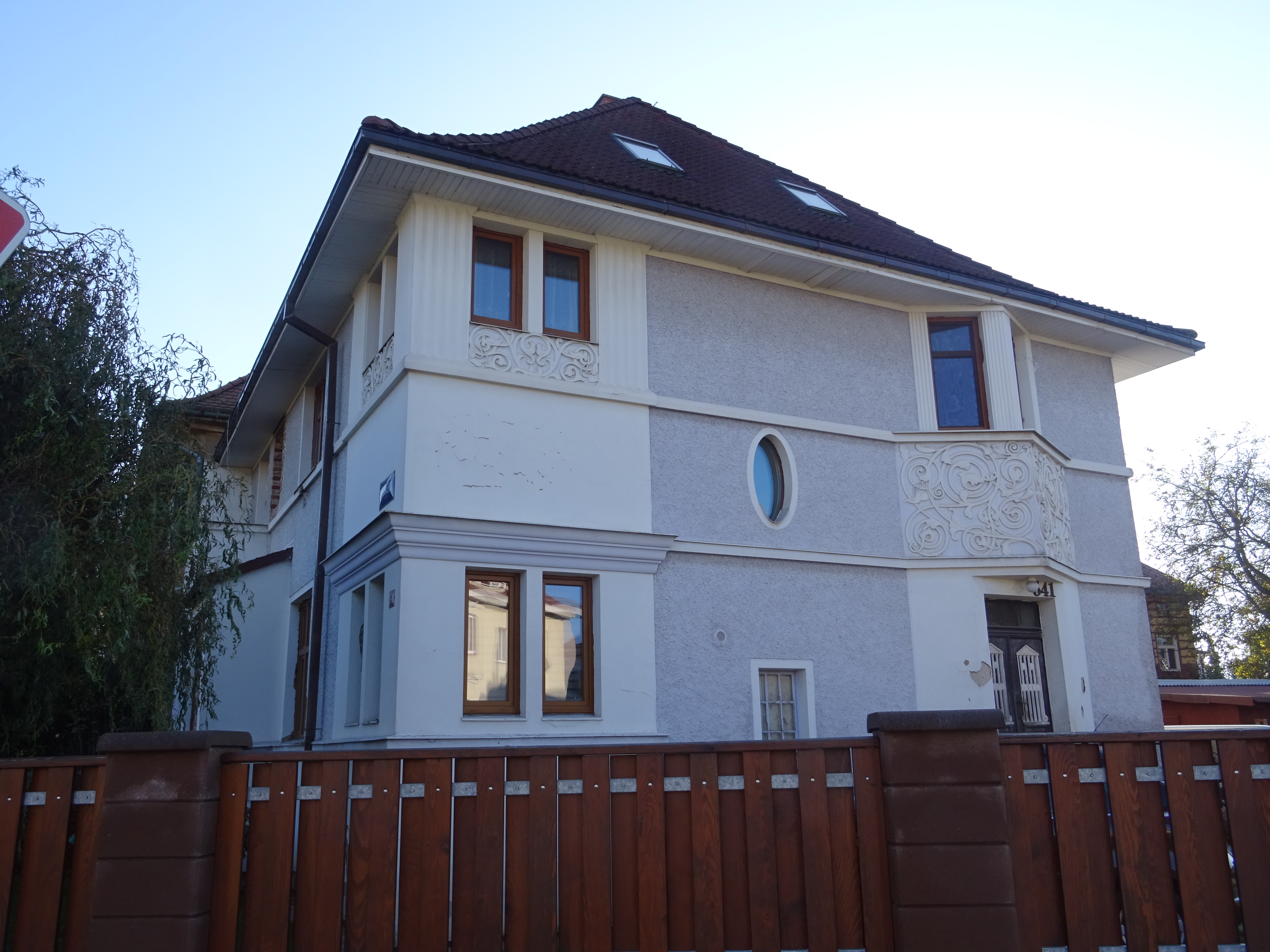
Pohled z ulice Albertova